# DN51A
De DN51A (Drum Național 51A of Nationale weg 51A) is een weg in Roemenië. Hij loopt van Zimnicea naar Turnu Măgurele. De weg is 56 kilometer lang.